# Валя-Ларге-Серулешть
Валя-Ларге-Серулешть, Валя-Ларге-Серулешті (рум. Valea Largă-Sărulești) — село у повіті Бузеу в Румунії. Входить до складу комуни Серулешть.
Село розташоване на відстані 130 км на північний схід від Бухареста, 40 км на північ від Бузеу, 98 км на захід від Галаца, 92 км на схід від Брашова.

## Населення
За даними перепису населення 2002 року у селі проживали 344 особи, усі — румуни. Усі жителі села рідною мовою назвали румунську.